# Acanthogonatus
Acanthogonatus is een spinnengeslacht in de taxonomische indeling van de bruine klapdeurspinnen (Nemesiidae).
Acanthogonatus werd in 1880 beschreven door Karsch.

## Soorten
Acanthogonatus omvat de volgende soorten:
- Acanthogonatus alegre Goloboff, 1995
- Acanthogonatus birabeni Goloboff, 1995
- Acanthogonatus brunneus (Nicolet, 1849)
- Acanthogonatus campanae (Legendre & Calderón, 1984)
- Acanthogonatus centralis Goloboff, 1995
- Acanthogonatus chilechico Goloboff, 1995
- Acanthogonatus confusus Goloboff, 1995
- Acanthogonatus ericae Indicatti et al., 2008
- Acanthogonatus francki Karsch, 1880
- Acanthogonatus fuegianus (Simon, 1902)
- Acanthogonatus hualpen Goloboff, 1995
- Acanthogonatus huaquen Goloboff, 1995
- Acanthogonatus incursus (Chamberlin, 1916)
- Acanthogonatus juncal Goloboff, 1995
- Acanthogonatus mulchen Goloboff, 1995
- Acanthogonatus nahuelbuta Goloboff, 1995
- Acanthogonatus notatus (Mello-Leitão, 1940)
- Acanthogonatus parana Goloboff, 1995
- Acanthogonatus patagallina Goloboff, 1995
- Acanthogonatus patagonicus (Simon, 1905)
- Acanthogonatus peniasco Goloboff, 1995
- Acanthogonatus pissii (Simon, 1889)
- Acanthogonatus quilocura Goloboff, 1995
- Acanthogonatus recinto Goloboff, 1995
- Acanthogonatus subcalpeianus (Nicolet, 1849)
- Acanthogonatus tacuariensis (Pérez-Miles & Capocasale, 1982)
- Acanthogonatus tolhuaca Goloboff, 1995
- Acanthogonatus vilches Goloboff, 1995